# كريستيان فون بينغتسون
كريستيان فون بينغتسون (بالدنماركية: Kristian von Bengtson)‏ هو مهندس ومهندس معماري دنماركي، ولد في 1 أغسطس 1974.